# قائمة نظم إدارة المحتوى
توجد العديد من نظم إدارة المحتوى، بعضها مفتوح المصدر والبعض الآخر احتكاري.

## قائمة النظم
- آتيتور
- بي إتش بي نيوك
- جملة!
- دروبال
- زووبس
- سبيب
- مايكروسوفت شير بوينت
- موودل
- موين.موين
- ميدياويكي
- ووردبريس
- يوكوز

- إدارة المحتوى
- إدارة المحتوى التعليمي
- محتوى الويب
- نظام إدارة المحتوى
- نظام إدارة محتوى الويب
- نظام إدارة مكون المحتوى